# Conte di Cromartie
Conte di Cromartie è un titolo nobiliare inglese nella Parìa del Regno Unito.

## Storia
Il titolo venne creato due volte nella storia, sempre per membri della famiglia Mackenzie. Questo ramo della famiglia discende da sir Roderick Mackenzie, il cui fratello maggiore Kenneth Mackenzie venne creato Lord Mackenzie di Kintail nel 1609 e fu padre di Colin Mackenzie, I conte di Seaforth (vedi Conte di Seaforth per ulteriori approfondimenti). Il figlio di sir Roderick, John Mackenzie, venne creato baronetto nel 1628, di Tarbat nella contea di Ross, nel Baronettaggio della Nuova Scozia, con possibilità di trasmissione agli eredi maschi. Venne succeduto da suo figlio, Sir George Mackenzie, II baronetto. Questi fu un noto uomo di stato e giudice, servendo come Lord Justice General dal 1678 al 1680 e dal 1704 al 1710 e come Segretario di Stato per la Scozia dal 1702 al 1704. Nel 1685, venne elevato nella parìa di Scozia col titolo di Lord MacLeod e Castlehaven e Visconte di Tarbat. Nel 1703 ottenne anche il titolo di Lord MacLeod e Castlehaven, Visconte di Tarbat e Conte di Cromartie. Nel 1704, Lord Cromartie rinunciò al proprio baronettaggio in favore del figlio secondogenito, Kenneth Mackenzie (m. 1728), che venne pertanto creato baronetto, di Cromarty e Grandvale (vedi Baronetto Mackenzie).
Quest'ultimo venne succeduto nei suoi titoli dal figlio primogenito, il II conte. Alla morte di questo, i titoli passarono al suo figlio maggiore sopravvissutogli, il III conte, che supportò la Ribellione giacobita del 1745 e sbarcò con una forza di 400 uomini del Clan Mackenzie intraprendendo la Battaglia di Falkirk nel 1746. Lord Cromartie venne catturato dalle forze di governo in quello stesso anno ed accusato di alto tradimento di fronte alla camera dei lords. Condannato a morte, ricevette un perdono condizionato nel 1749, non ottenendo ad ogni modo la restituzione dei propri titoli. Suo figlio ed erede apparente, John Mackenzie, lord MacLeod, che aveva combattuto con suo padre nella ribellione del 1745, venne anch'egli condannato per alto tradimento ma perdonato completamente nel 1748 e riuscì a ricostruire una fruttuosa carriera nell'esercito inglese ed in quello svedese. Nel British Army divenne maggiore generale e venne creato conte nella Nobiltà svedese, titolo riconosciuto anche da Giorgio II. Nel 1784 riottenne i possedimenti di famiglia ed il pagamento di una indennità di 19.000 sterline, ma morì poi senza eredi nel 1789.

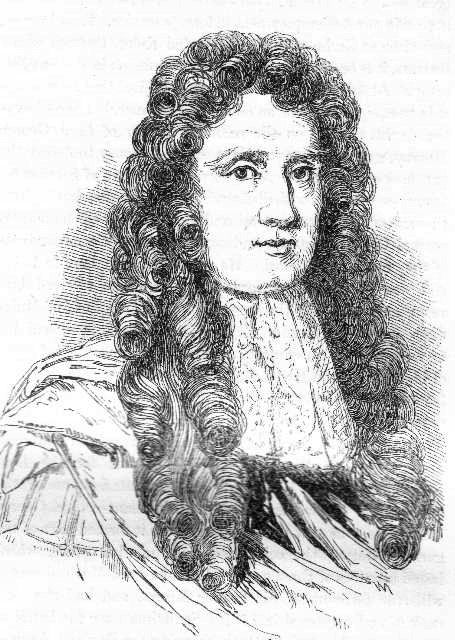
George Mackenzie,
I conte di Cromartie.

Lady Isabella Mackenzie, figlia del III conte, sposò George Murray, VI lord Elibank. La loro figlia, Maria Murray sposò Edward Hay (membro della famiglia del Marchese di Tweeddale). Il loro figlio, John Hay-Mackenzie, assunse il cognome aggiuntivo di Mackenzie. L'unica figlia avuta da quest'ultimo, Anne Hay-Mackenzie sposò George Sutherland-Leveson-Gower, III duca di Sutherland. Nel 1861, i titoli che erano appartenuti agli antenati di Anne vennero ricreati ed ella stessa venne elevata alla Parìa del Regno Unito di diritto come Baronessa MacLeod, di Castle Leod nella contea di Cromartie, Baronessa Castlehaven, di Castlehaven nella contea di Cromartie, Viscontessa Tarbat, di Tarbat nella contea di Cromartie, e Contessa di Cromartie. Tutti i titoli vennero creati con capacità di trasmissione per il figlio secondogenito, lord Francis Leveson-Gower, ed ai suoi eredi.
Lady Cromartie venne succeduta appunto dal figlio secondogenito lord Francis, II conte, il quale era stato sottotenente dello Shropshire Yeomanry nel 1876 e divenne poi maggiore del 2º battaglione volontari degli Seaforth Highlanders nonché vice lord luogotenente e deputato luogotenente di Ross e Cromarty. Lord Cromartie non ebbe figli ed alla sua morte nel 1893 i titoli passarono in disputa tra le sue due figlie, lady Sibell Lilian e lady Constance. L'abbandono venne terminato nel 1895 in favore della figlia maggiore, Sibell Lilian, che divenne pertanto III contessa. Nel 1899, sposò Edward Walter Blunt (1869–1949), figlio del maggiore generale Charles Harris Blunt, pronipote di sir Henry Blunt, II baronetto (vedi Baronetto Blunt). Questi assunse anche il cognome di Mackenzie nel 1905. Ad ogni modo, lady Cromartie utilizzò anche il cognome Blunt. Venne succeduta dal figlio primogenito, il IV conte, che fu maggiore nei Seaforth Highlanders e combatté nella Seconda guerra mondial. Dal 1940 al 1945, fu prigioniero di guerra. Lord Cromartie fu inoltre membro del consiglio della contea di Ross e Cromarty. Attualmente i titoli sono passati al figlio di quest'ultimo, il V conte, succeduto al padre nel 1989.
La sede di famiglia è Castle Leod, presso Dingwall nella Contea di Ross.

## Baronetti Mackenzie, di Tarbat (1628)
- Sir John Mackenzie, I baronetto (m. 1654)
- Sir George Mackenzie, II baronetto (1630–1714) (creato conte di Cromartie nel 1703)

## Conti di Cromartie (1703)
- George Mackenzie, I conte di Cromartie (1630–1714)
- John Mackenzie, II conte di Cromartie (c.1656–1731)
- George Mackenzie, III conte di Cromartie (c.1703–1766) (forfeit nel 1746)

## Conti di Cromartie (1861)
- Anne Sutherland-Leveson-Gower, duchessa di Sutherland, I contessa di Cromartie (1828–1892)
- Francis Mackenzie, II conte di Cromartie (1852–1893) (disputato dal 1893)
- Sibell Lilian Blunt-Mackenzie, III contessa di Cromartie (1878–1962) (dal 1895)
- Roderick Grant Francis Mackenzie, IV conte di Cromartie (1904–1989)
- John Ruaridh Grant Mackenzie, V conte di Cromartie (n. 1948)

L'erede apparente è il figlio dell'attuale detentore del titolo, Colin Ruaridh Mackenzie, visconte Tarbat (n. 1987).